# Cutaway (Instrument)

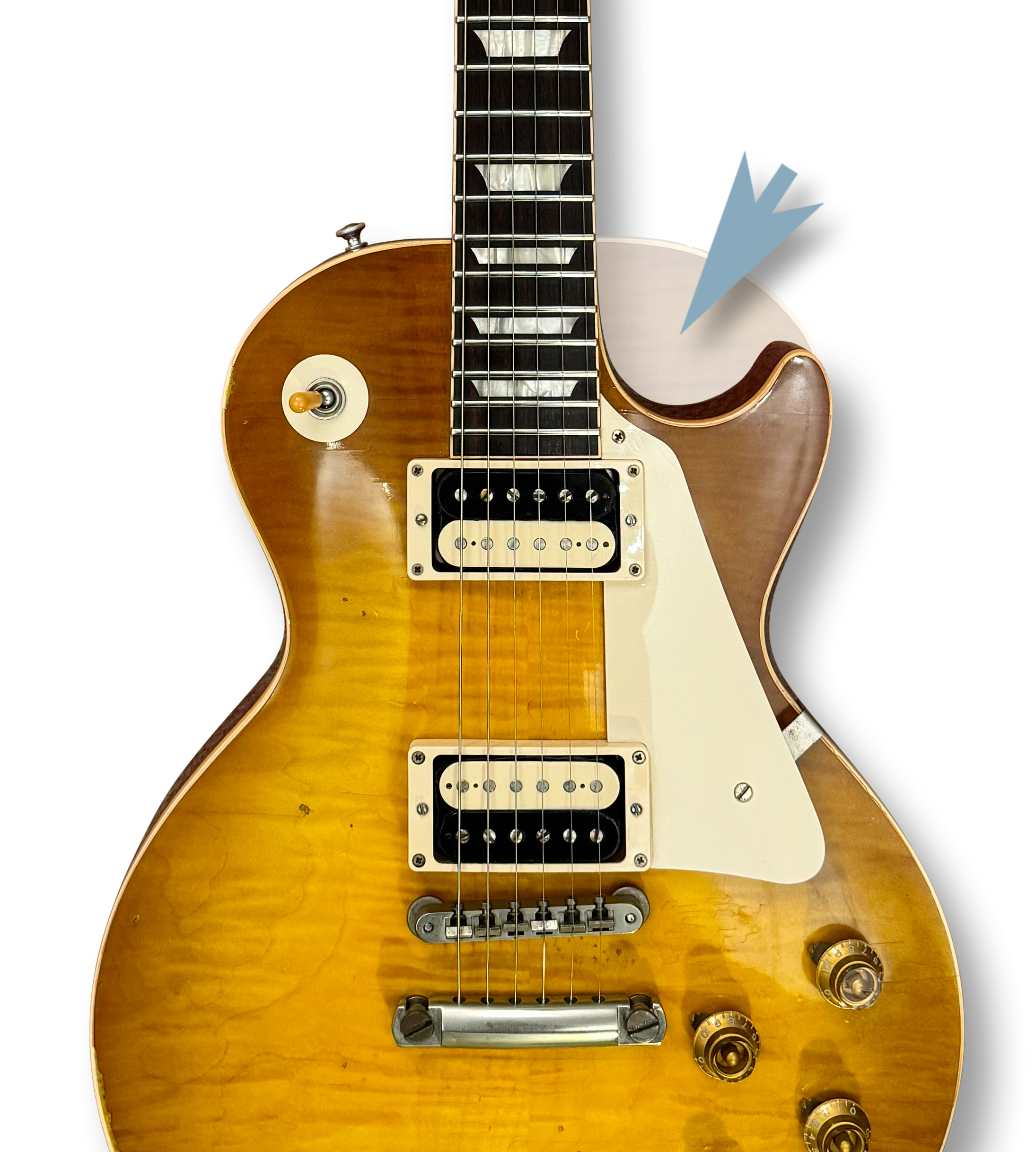
Cutaway bei einer E-Gitarre

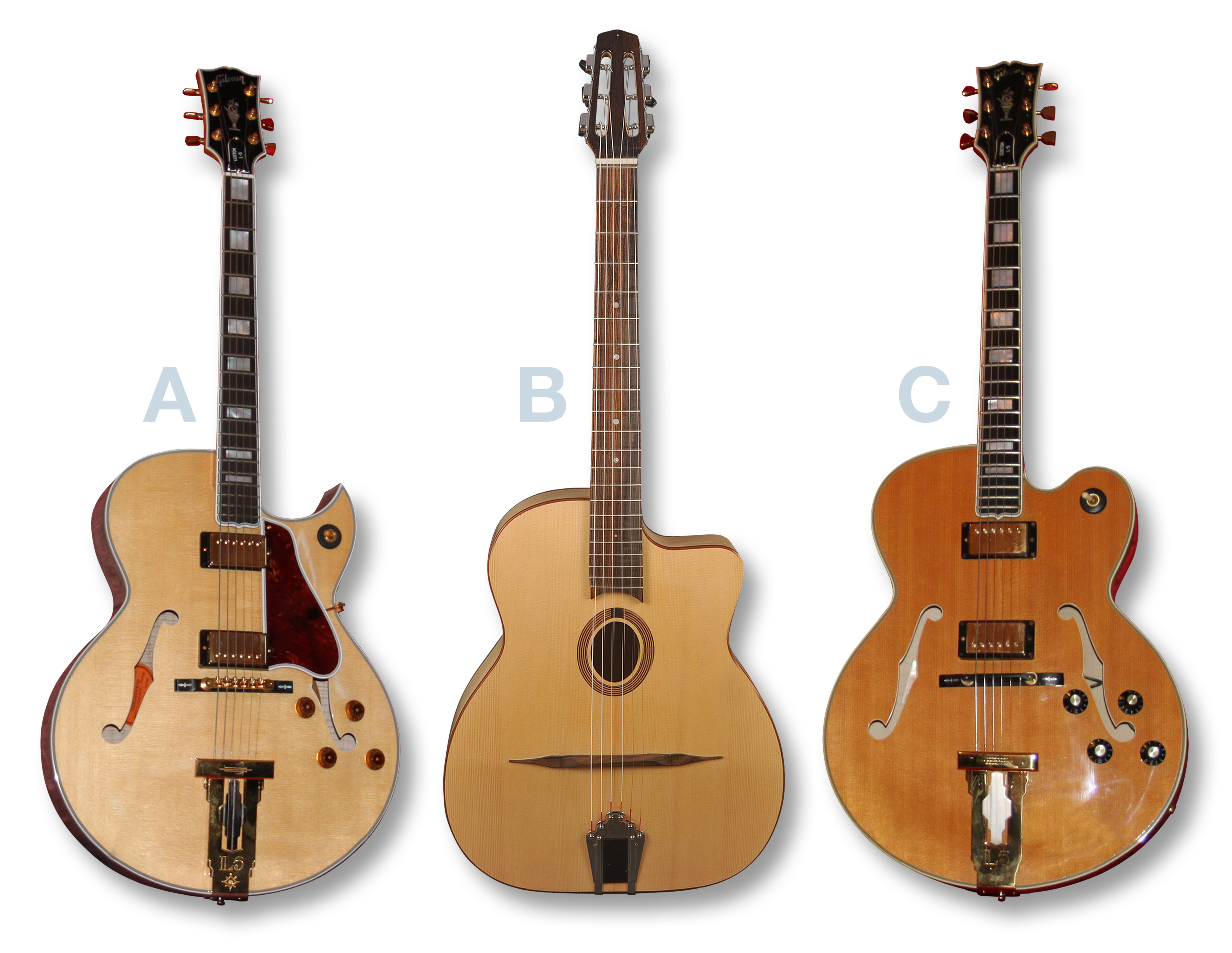
Beispiele für die drei typischen Formen des Cutaway bei Gitarren: (A) Florentinischer-, (B) Maccaferri- und (C) Venezianischer-Cutaway

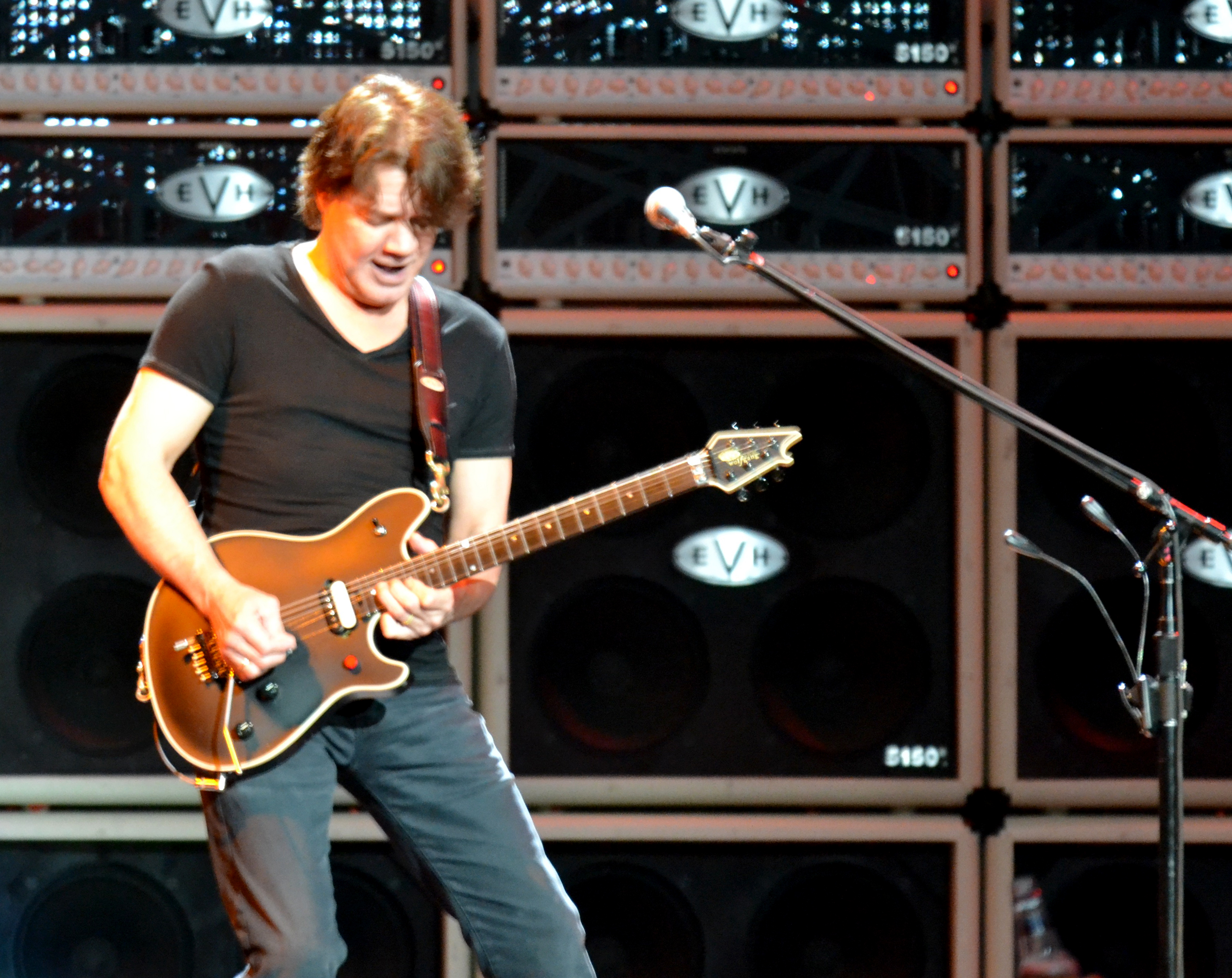
Beispiel für die Einbeziehung des Cutaway in das Gitarrenspiel: Eddie Van Halen (2012)

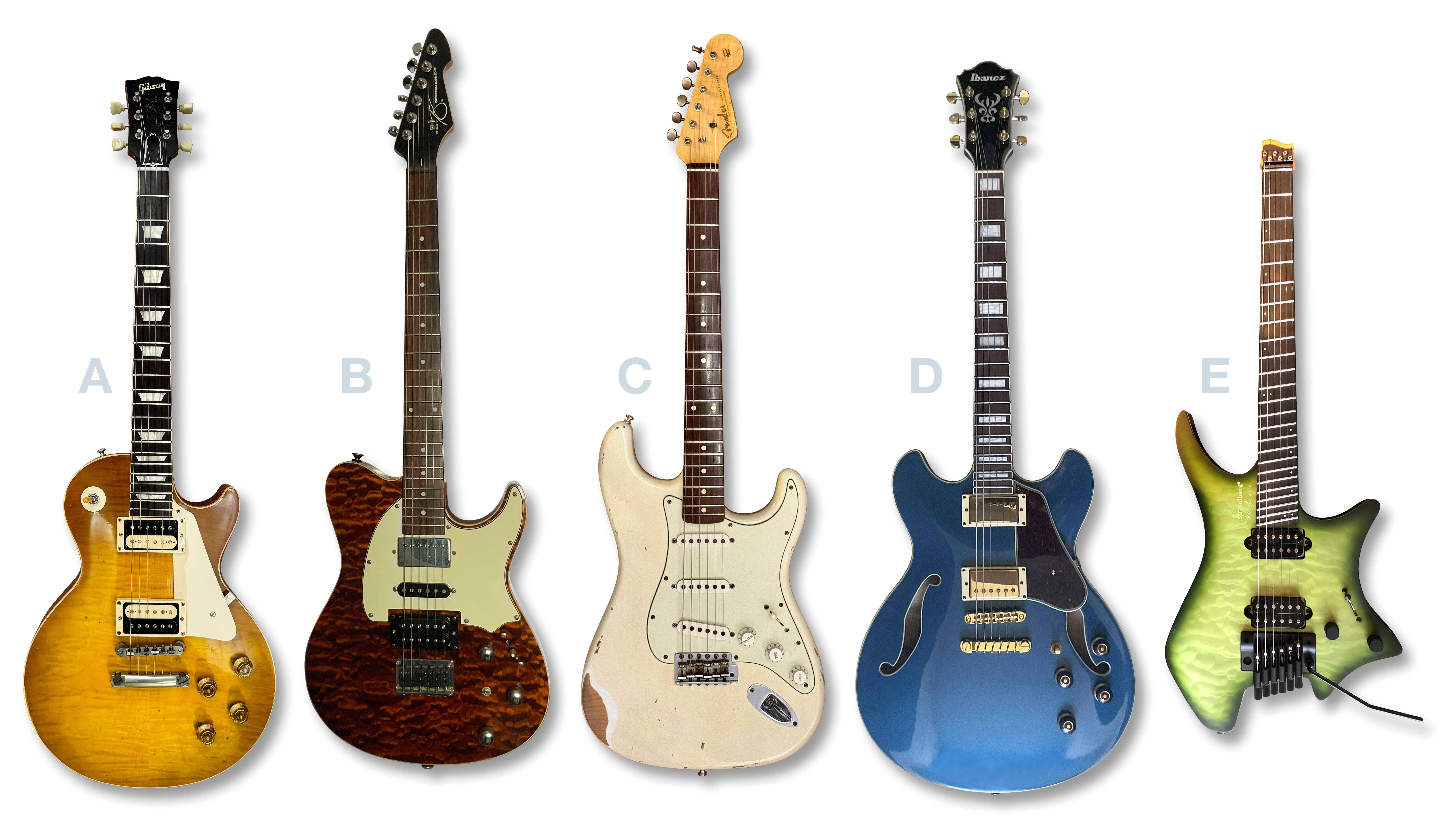
Verschiedene "Cutaways" bei E-Gitarren:
SINGLE-Cutaway:(A) Gibson Les Paul `59 / Gibson Custom Shop (B) Peavey Generation EXP Telecaster
DOUBLE-Cutaway:(C) Fender Stratocaster Relic / Fender Custom Shop (D) Ibanez Artstar AS73G-PBM
TRIPLE-Cutaway:(E) Strandberg / Modell: Prog NX 6

Ein Cutaway (englisch für „weggeschnitten“) ist ein am Ansatz des Halses einer Gitarre befindlicher Ausschnitt im Korpus. Damit kann die Greifhand auch die hohen Lagen des Griffbretts problemloser erreichen. Um das Greifen der Töne in den höchsten Grifflagen (also nahe am Resonanzkörper) zu erleichtern, hatte der Gitarrenbauer August Benedikt Ventura seine am 21. Februar 1828 in England patentierte Ventura-guitar mit halbkreisförmigen Ausschnitten im Korpus entwickelt.

## Allgemeines
Cutaways finden sich heute hauptsächlich bei E-Gitarren (siehe nebenstehende Abbildung eines Cutaway bei einer E-Gitarre) und E-Bässen, sind aber auch bei einigen halbakustischen Gitarren, Western-Gitarren und gelegentlich bei Rockabilly-Kontrabässen vorzufinden. Bei Konzertgitarren sind Cutaways hauptsächlich in Kombination mit einem integrierten Tonabnehmer verbaut.
Man unterscheidet grundsätzlich drei verschiedene Cutaway-Typen:
- Den Venezianischen Cutaway, bei dem die Zargen abgerundet verlaufen
- Den Florentinischen Cutaway, bei dem die Zargen spitz zusammenlaufen
- Den Maccaferri-Cutaway, bei dem die Zargen gerade und im rechten Winkel zum Hals verlaufen, um sich erst dann in die Ursprungsform des Korpus einzugliedern

Andere Formen werden als freie Cutaways bezeichnet. Hier gibt es neben dem einfachen (SINGLE-Cutaway) Gitarren mit beidseitigem Cutaway (DOUBLE-Cutaway), sowie zahlreiche Abwandlungen der Grundform zu anderen Designs. Speziell bei Instrumenten mit beidseitigem Cutaway wird das obere „Horn“ zur Befestigung des Gitarrengurtes, und durch Größe und Ausformung zu einer Ausbalancierung des Instruments beim Spielen im Stehen genutzt. Eine Sonderform stellt der so genannte TRIPLE-Cutaway dar: hier befinden sich die Ausschnitte nicht nur in der Nähe des Halses, sondern auch im unteren Bereich des Korpus, um einerseits eine bessere Erreichbarkeit der Bedienelemente (Höhen-, Lautstärkeregler etc.) zu erzielen, andererseits um das Instrument, wie zum Beispiel bei Headless-Typen (also Gitarren ohne Kopfplatte) den Zugang zu den Stimmmechaniken zu erleichtern und das Instrument – wegen des fehlenden „Headstock“ besser auszubalancieren.

## Entstehung der Typen-Bezeichnungen
Venezianisch und Florentinisch beziehen sich auf die tatsächliche Form des Cutaway: Venezianisch beschreibt den abgerundeten Cutaway und Florentinisch die scharfe, spitze Form. Die ursprüngliche Verwendung dieser Begriffe lässt sich auf die frühe Gibson-Nomenklatur in Werbematerial und Katalogen zurückführen. Die frühen Instrumente von Orville Gibson zeigen einen sehr starken stilistischen Einfluss italienischer Gitarren- und Mandolinenbauer des 19. Jahrhunderts, insbesondere der Arbeit von Herstellern wie Calace, Guadagnini und Vinaccia. Gibson wählte diese Begriffe wahrscheinlich, um den italienischen Einfluss widerzuspiegeln und seinen neuen Instrumenten eine gewisse Glaubwürdigkeit der alten Welt zu verleihen; es gibt keine Beweise dafür, dass diese Cutaway-Stile tatsächlich aus Venedig oder Florenz stammen. Der historische Ursprung des spitzen Cutaways lässt sich jedoch bis zum französischen Gitarrenbauer Georges Warnecke aus dem 19. Jahrhundert zurückverfolgen.
Gibson verwendete den Begriff „venezianischer Cutaway“ erstmals 1939 im Zusammenhang mit der Super 400P, und der Begriff „Florentiner Cutaway“ beschrieb erstmals Gibsons O-Style-Gitarren im Jahr 1902 und eine Serie von Mandolinen, die zur selben Zeit erschienen.

## Vor- und Nachteile
Der große Vorteil eines Cutaway liegt in der leichteren Bespielbarkeit der hohen Lagen und dem leichteren hin- und herwechseln der Griffhand auf dem Hals. Das tritt bei der E-Gitarre spürbarer zu Tage, als bei der klassischen Gitarre (Akustikgitarre), da der Hals dünner ist und somit das Wechseln noch leichter ist. Zumal nutzt man die hohen Lagen einer Gitarre meist eher zum Spiel von Gitarrensoli, die ebenfalls eher beim Spiel auf der E-Gitarre zum Einsatz kommen.
Speziell bei den klassischen Akustikgitarren ist es nachteilig, dass ein Stück des Korpus fehlt und der Klang dadurch eingeschränkt wird. Durch den Ausschnitt im Korpus kann die Decke des Instruments nicht mehr so frei schwingen wie vorher, wodurch sich der Klang verändert. Durch dieses Abweichen von der „klassischen Sanduhr-Form“ ergibt sich für den Klang ein Störfaktor, da der Korpus keine symmetrische Form mehr hat. Auch durch die Kräfte, denen das Holz beim Biegen für die Rundungen des Cutaways ausgesetzt ist, können Spannungen auftreten, die den Klang zusätzlich negativ beeinflussen. Ebenfalls wirkt sich das Teilen der Zarge bei spitzen Cutaways auf den Klang aus. 
Daher wird bei reinen Akustikgitarren (ohne Verstärker) ein Cutaway seltener verwendet, da hier die Klangverluste nicht mit dem Tonabnehmer ausgeglichen werden können. Bei E-Gitarren dagegen hat der Cutaway keine nennenswerten Auswirkungen auf den Klang, da er über die Tonabnehmer elektrisch verstärkt wird. Hier kommt es eher auf die Qualität des Tonabnehmers an.
Bei qualitativ hochwertigen Western- oder Fingerstyle-Gitarren kann der Preisunterschied zwischen Modellen mit und ohne Cutaway (bedingt durch die aufwändigere Fertigung) mehrere Hundert Euro betragen.